# Los Ausines
Los Ausines – gmina w Hiszpanii, w prowincji Burgos, w Kastylii i León, o powierzchni 41,68 km². W 2011 roku gmina liczyła 151 mieszkańców.